# Talbrücke Lanzendorf
Die Talbrücke Lanzendorf ist eine 1093 m lange Brücke der Bundesautobahn 9. Sie wurde im Rahmen des sechsstreifigen Ausbaus der Autobahn (Verkehrsprojekt Deutsche Einheit Nr. 12) zwischen den Jahren 1995 und 1997 errichtet, bei Kosten von ungefähr 71 Millionen DM.
Die Brücke liegt zwischen der Anschlussstelle Bad Berneck und dem Autobahndreieck Bayreuth/Kulmbach. Im Bereich von Lanzendorf, einem Ortsteil der oberfränkischen Gemeinde Himmelkron im Landkreis Kulmbach, verlief die alte Autobahntrasse mitten durch den Ort. Daher wurde im Rahmen der Neutrassierung östlich des Ortes der Brückenneubau errichtet. Das Bauwerk überquert in einer Höhe von maximal 36 m mit 20 Feldern das Tal des Weißen Mains sowie den Zufluss Kronach zum Weißen Main, außerdem eine Gemeindeverbindungsstraße von Lanzendorf nach Bad Berneck und eine nach Doebitsch.

## Überbauten
Die beiden nebeneinanderliegenden Überbauten der Spannbetonbalkenbrücke haben als Bauwerkssystem in Längsrichtung den Durchlaufträger. In Querrichtung sind die Überbauten als einzellige Hohlkastenquerschnitte mit einer konstanten Konstruktionshöhe von 3,75 m ausgebildet. Der Überbau ist in Längs- und Querrichtung mit internen Spanngliedern vorgespannt. Die Regelfelder des 20-feldrigen Bauwerks sind 55 m lang.

## Pfeiler
Die 19 Pfeiler eines jeden Überbaus besitzen einen scheibenartigen Stahlbetonvollquerschnitt. Dieser besteht aus zwei sechseckigen Pfeilern, die durch eine Scheibe miteinander verbunden sind.  Zur Aufnahme der Lager ist am  Pfeilerkopf ein Balken angeordnet.

## Ausführung
Die Brücke wurde im Taktschiebeverfahren hergestellt.

## Instandsetzung
Ende des Jahres 2018 begannen Instandsetzungsarbeiten an der Brücke. Kappen, Fahrbahnbeläge und die zugehörige Abdichtung der Brücke sowie die Übergangskonstruktionen wurden ersetzt. Die Schutzeinrichtungen wurden durch Einbau von Bauteilen mit höherem Rückhaltevermögen ertüchtigt. Ende November 2019 waren die Bauarbeiten abgeschlossen. Die Gesamtkosten für die Brückeninstandsetzung betrugen etwa 20 Millionen Euro.